# Wat is wat
Wat is wat is een lied van de Nederlandse producer en rapper Esko in samenwerking met de Nederlandse rappers KA en JoeyAK. Het stond in 2021 als tweede track op het album Feniks van Esko.

## Achtergrond
Wat is wat is geschreven door Stacey Walroud, Ayoub Chemlali, Joël Hoop en Julien Willemsen en geproduceerd door Jack $hirak. Het is een nummer dat past in de genres nederhop en trap. In het lied rappen de artiesten over verschillende zaken in hun levens, zoals hoe ze omgaan met hun geld, de druk die komt bij het zijn van een succesvol artiest en de obstakels die ze hebben overkomen. 
Het is de eerste keer dat de drie artiesten tegelijkertijd een hit hebben als uitvoerende artiesten. Wel werd er onderling al samengewerkt. Esko en JoeyAK deden dit op Hooptie money en Huts. De twee artiesten herhaalden hun samenwerking op Klokken en stenen. KA en JoeyAK stonden eerder op de remixversie van Opp blazen en op Handrem. Ook zij werkten na Wat is wat nogmaals samen. Dit was op Die man en Yolo.

## Hitnoteringen
Ondanks dat het lied niet als single was uitgebracht, hadden de artiesten toch bescheiden succes met het lied in Nederland. Het piekte op de 44e plaats van de Single Top 100 in de twee weken dat het in deze hitlijst te vinden was. De Top 40 en haar Tipparade werden niet bereikt.